# (9174) 1989 WC3
1989 دابليو سي 3 (ويعرف أيضًا باسم (9174) 1989 دابليو سي 3 وفق تسمية الكوكب الصغير) (بالإنجليزية: 1989 WC3)‏ هو كويكب ضمن حزام الكويكبات؛ وترتيبه 9174 من حيث الاكتشاف.
اكتُشف هذا الجُرم الفلكي بواسطة Yoshiaki Oshima ‏ في 27 نوفمبر 1989.

## وصلات خارجية
- (9174) 1989 WC3 في قاعدة بيانات مختبر الدفع النفاث لأجرام النظام الشمسي الصغيرة

- الاكتشاف · مخطط المدار ·  العناصر المدارية · المعلمات المادية

- (9174) 1989 WC3 على موقع ويكي سكاي: DSS2, SDSS, GALEX, IRAS, Hydrogen α, X-Ray, Astrophoto, Sky Map, Articles and images